# Havešová
Havešová je národní přírodní rezervace, která se nachází v národním parku Poloniny na Slovensku. Jako rezervace byla vyhlášena v roce 1964 a rozprostírá se na ploše 1 713 200 m². Předmětem ochrany jsou především lesy pralesovitého charakteru zahrnující převážně listnaté lesy (zejména buk, jilm apod.). Rezervace se nachází v katastrálním území obcí Stakčínska Roztoka a Kalná Roztoka v okrese Snina v Prešovském kraji.
Rezervace patří mezi nejvýznamnější chráněné památky celého Slovenska. Od 28. února 2007 je park Havešová zapsán na Seznamu světového dědictví UNESCO, kde je spolu s dalšími několika rezervacemi jako např. Stužica zapsán pod názvem „Původní bukové lesy Karpat“.